# Zgromadzenie Republikanów
Zgromadzenie Republikanów (fr. Rassemblement des Républicains, w skrócie RDR) – liberalna partia działająca w Wybrzeżu Kości Słoniowej. Jest to partia rządząca w tym kraju; jej przewodniczący, Alassane Ouattara, jest obecnym prezydentem Wybrzeża Kości Słoniowej. 